# Внешняя политика Парагвая
Внешняя политика Парагвая — это общий курс Парагвая в международных делах. Внешняя политика регулирует отношения Парагвая с другими государствами. Реализацией этой политики занимается Министерство иностранных дел.

## История
После обретения независимости Парагвай первоочерёдно занялся развитием отношений со своими непосредственными соседями. Парагвай расположен между двумя крупными державами: Аргентиной на юге и Бразилией на севере. Из-за отсутствия выхода к морю политика Парагвая перетекала от изоляционизма к экспансионизму и наоборот. Внешняя политика Парагвая традиционно направлена на достижение баланса между влиянием двух его крупных соседей. Внешняя политика при Альфредо Стресснере основывалась на двух основных принципах: невмешательство в дела других стран и отсутствие отношений с социалистическими государствами. Единственным исключением из второго принципа была Югославия. У Парагвая были установлены дипломатические отношения с Южной Африкой, но не с Анголой или Мозамбиком.
В 1959 году Парагвай разорвал дипломатические отношения с Кубой после того, как Фидель Кастро оказал поддержку парагвайским коммунистам. В 1980 году Парагвай разорвал отношения с Никарагуа после убийства в Асунсьоне Анастасио Сомоса Дебайле, свергнутого никарагуанского диктатора. В отличие от других стран Южной Америки Парагвай признает правительство Китайской Республики и не признает КНР. В настоящее время Парагвай является крупнейшим государством поддерживающим дипломатические отношения с Китайской республикой.
Парагвай является членом Организации Объединенных Наций и был непостоянным членом Совете Безопасности ООН в 1967—1969 годах. Парагвай является участником различных форм регионального сотрудничества в Латинской Америке: Организация американских государств, Латиноамериканская ассоциация интеграции, Группа Рио, Меркосур, Союз южноамериканских наций.Также Парагвай участвует в международных финансовых институтов, включая Всемирный банк, Международный валютный фонд и Межамериканский банк развития.